# Lib (planina)
Lib (povijesno Hlib, Hlivaj) i Lip planina je planina u Bosni i Hercegovini. Dio je Čvrsničke grupe.
Nalazi se jugoistočno od Tomislavgrada, a izdiže se na jugoistočnom rubu Duvanjskog polja. Sjeveroistočnu granici prema Vran planini čini klanac Grla. Lib završava s visoravni Kovačevac.
Najviši vrh je Svinjar visok 1481 metar nadmorske visine, drugi viši vrh je Smiljevača (1429 m).